# Clawson (Michigan)
Clawson – miasto w Stanach Zjednoczonych, w stanie Michigan, w hrabstwie Oakland.